# Dirk Blanchart
Pour les articles homonymes, voir Blanchart.
Dirk Blanchart, nom de scène de Dirk Blanchaert, né à Gand le 18 février 1958, est un chanteur de rock, guitariste et producteur belge. Il est l'un des membres fondateurs de l'influent groupe new-wave Luna Twist (nl), qui a connu un succès au début des années 1980 avec African Time. En 1984, il se lance en solo et a depuis sorti 13 albums. Plusieurs de ses chansons et singles tels que Fool Yourself Forever (1985), No Regrets (1990) et L'Amour ça va (1993) sont considérés comme des classiques de la pop et du rock belges.
La carrière de Blanchart débute lorsqu'il rejoint le groupe Once More en 1980, qui remporte le tout premier Humo's Rock Rally en 1978 (un concours organisé par Humo pour les jeunes talents du rock belge). Fin 1980, le groupe se transforme en Luna Twist qui remporte quelques succès belges avec African Time, Look out (you're falling in love again) et Decent Life. Le mix 12 pouces de African time connaît également le succès en Espagne, au Portugal et en Australie notamment. Comme d'autres groupes pop belges de ces années-là, Luna Twist n'a jamais vraiment pu accéder à une plateforme internationale en raison d'un manque de soutien professionnel (belge). Le groupe s'est séparé à la fin de 1983. En 2009 et 2010, il revient sur scène pour 25 concerts de retrouvailles.
Depuis 1984, Blanchart a enregistré 13 albums solo et a remporté de nombreux succès (radiophoniques), dont I don't mind if the Sputnik lands (1984), Fool Yourself Forever (1985), No regrets (1990), L'amour ça va (1993), It's about time (that the future begins) (1995), Pre-millennium friend (2006), Too Much Of Everything (2019).
En 2002 il fonde son propre label, SonoFab, sur lequel il publie notamment l'album Icon-o-Mix (2002) sous le nom de groupe Monobird, un projet en duo avec le bassiste et claviériste Vincent Pierins. Icon-o-Mix rend un hommage musical à des icônes importantes du XXe siècle et toutes les chansons ont leur prénom comme titre (Pablo, Buster, Mahatma, etc.).
Pendant tout ce temps, Blanchart agit également comme producteur pour d'autres artistes, notamment Elisa Waut, Richenel, Lenny et De Wespen, Micheline Van Hautem et d'autres. Depuis 2011, il enseigne l'écriture de chansons et l'analyse de la production et le combo à l'École des Arts - Conservatoire HoGent de Gand. En 2006, il a été membre du jury du concours de chant Just the Two of Us de VTM. Entre 2009 et 2012, il a présenté 19 éditions de Kraakpand, un spectacle live complet avec 5 artistes et groupes, jeunes pour la plupart, dans la salle de concert de Handelsbeurs, à Gand.
Il se produit encore régulièrement sur scène, en solo ou avec un groupe.

## Discographie
- 1980: Stress Conference (avec Once More)
- 1981: African time (EP, avec Luna Twist)
- 1982: A different smell from the same perfume (avec Luna Twist)
- 1985: Europe Blue
- 1989: About the Rain
- 1990: Mama Luba
- 1992: Blow
- 1993: The Best of Blanchart 83-93
- 1993: Live at The Club
- 1995: Mindsurfin'
- 1998: Schietstoel
- 2002: Icon-o-Mix (avec Monobird)
- 2003: De Popklassieker (avec De Flandriens)
- 2005: Beats & Ballads 1980-2005
- 2006: Pretty Dark Album
- 2012: Europe Blue (Remastered & Extended Edition)
- 2017: Stripped
- 2019: A Boy Named dIRK
- 2021: Onderhuids Woedt De Koorts - In 't Nederlands 1990-2020

(Albums complets uniquement ; les singles et les mixes 12" ne sont pas inclus dans la liste.)